# Guzmán Vila Gomensoro
Guzmán Vila Gomensoro – trener urugwajski.
Podczas turnieju Copa América 1946 zastąpił na stanowisku trenera reprezentacji Urugwaju wyrzuconego z turnieju już po dwóch meczach Aníbala Tejadę. Vila Gomensoro poprowadził drużynę Urugwaju w pozostałych trzech meczach - z Boliwią (5:0), Argentyną (1:3) i Paragwajem (1:2). Ostatecznie Urugwaj zajął w turnieju czwarte miejsce.
Wkrótce po nieudanych mistrzostwach kontynentalnych, jeszcze w 1946 roku, pieczę nad reprezentacją Urugwaju przejął Juan López Fontana.